# 馬什米爾 (加利福尼亞州)
馬什米爾（英語：Marsh Mill）是位於美國加利福尼亞州內華達縣的一個非建制地區。該地的面積和人口皆未知。

## 地理
馬什米爾的座標為39°26′40″N 120°42′13″W / 39.44444°N 120.70361°W，而該地的平均海拔高度為1781米（即5843英尺）。